# Elisabeth Jolley
Monica Elisabeth Jolley (4 juin 1923, Birmingham, Angleterre - 13 février 2007, Perth, Australie-Occidentale) est une romancière britannique qui a vécu en Australie-Occidentale à partir des années 1950.
Elle a 53 ans lorsqu'elle publie son premier livre, et continue de publier quinze romans, six recueils de nouvelles et trois ouvrages non romanesques. Elle est également professeur d'écriture créative en Australie et plusieurs de ses étudiants, comme Tim Winton sont devenus des écrivains connus.

## Biographie
Élisabeth Jolley est née à Birmingham (Angleterre). Son père est anglais, sa mère autrichienne. Elle grandit dans les Midlands. Elle est instruite par des précepteurs jusqu'à l'âge de onze ans, quand elle est envoyée à Sibford School, une école quaker. Pendant les années 1930, sa famille reçoit des réfugiés d'Europe, créant selon les Jolley, « un monde mystérieux pour nous autres les enfants ».
À 17 ans, elle commence ses études d'infirmière à Londres. En 1959, elle émigre en Australie avec son mari, Leonard (1914-1994) et ses trois fils. Là, Leonard est nommé bibliothécaire en chef de la Bibliothèque de Reid à l'université d'Australie-Occidentale, un poste qu'il occupe de 1960 à 1979.
À la fin des années 1970, Jolley enseigne la littérature à l'Institut de technologie d'Australie-Occidentale (plus tard rebaptisée université de technologie Curtin). Parmi ses élèves figure le célèbre romancier australien Tim Winton. Plusieurs de ses élèves remportent des prix tels que le Prix du livre du Premier ministre d'Australie-Occidentale, le prix de poésie du Commonwealth et le prix littéraire Miles Franklin".
Jolley commence à souffrir de démence en 2000 et est morte dans une maison de retraite à Perth en 2007.

### Carrière littéraire
Jolley commence à écrire alors qu'elle a 20 ans mais ne publie ses œuvres que beaucoup plus tard. Les nombreux éditeurs contactés rejettent son travail. Selon Delys Bird, ses œuvres sont rejetées parce que Jolley utilise un style postmoderne. Bird attribue également le succès tardif de Jolley à l'émergence des femmes écrivains durant les années 1980.
Au cours des années 1960, certains de ses récits sont acceptés par le BBC World Service et des quotidiens australiens, mais son premier livre, Five Acre Virgin, n'est publié qu'en 1976. Par la suite, sont également publiés Woman in a Lampshade et Palomino mais ces livres ne reçoivent des commentaires positifs que plusieurs années plus tard.
En raison de son manque de succès, Jolley cesse de publier pendant plusieurs années et ce n'est qu'en 1983 que sont publiés Miss Peabody's Inheritance et Riddle M. Scobie. Ce dernier remporte le prix du livre de l'année The Age et est positivement accueilli par la critique, notamment en Australie et aux États-Unis. L'année suivante, son roman Milk and Honey remporte le Prix Christina Stead lors de la remise des Prix littéraires du premier ministre de Nouvelle-Galles du Sud. En 1986, son roman The Well remporte le Prix Miles Franklin, le prix littéraire le plus prestigieux en Australie.
Par la suite, Jolley écrit une trilogie de fiction avec des éléments autobiographiques. La trilogie se compose de My Father's Moon, Cabin Fever et The George's Wife.
En 1993, Jolley publie Diary of a Weekend Farmer, journal qu'elle a écrit avant de commencer ses romans, dans lequel elle raconte son expérience dans l'achat et le maintien d'une exploitation agricole. Jolley a également écrit plusieurs pièces radiophoniques, prises en charge par l'Australian Broadcasting Corporation. En outre, plusieurs de ses œuvres poétiques sont publiées dans des revues et anthologies pendant les années 1980 et 1990.

## Œuvres

### Romans
- Palomino (1980)
- The Newspaper of Claremont Street (1981)
- Miss Peabody's Inheritance (1983)
- Mr Scobie's Riddle (1983)
- Milk and Honey (novel) (1984)
- Foxybaby (1985)
- The Well (1986)
- The Sugar Mother (1988)
- My Father's Moon (1989)
- Cabin Fever (1990)
- The Georges' Wife (1993)
- The Orchard Thieves (1995)
- Lovesong (1997)
- An Accommodating Spouse (1999)
- An Innocent Gentleman (2001)

### Recueils de nouvelles
- Five Acre Virgin and Other Stories (1976)
- The Well-Bred Thief (1977)
- The Travelling Entertainer and Other Stories (1979)
- Woman in a Lampshade (1983)
- Off the Air: Nine Plays for Radio (1995)
- Fellow Passengers: Collected Stories of Elizabeth Jolley (1997)

### Ouvrages non romanesques
- Central Mischief: Elizabeth Jolley on Writing, Her Past and Herself (1992)
- Diary of a Weekend Farmer (1993)
- Learning to Dance: Elizabeth Jolley: Her Life and Work (2006)